# 奧拉夫王子港

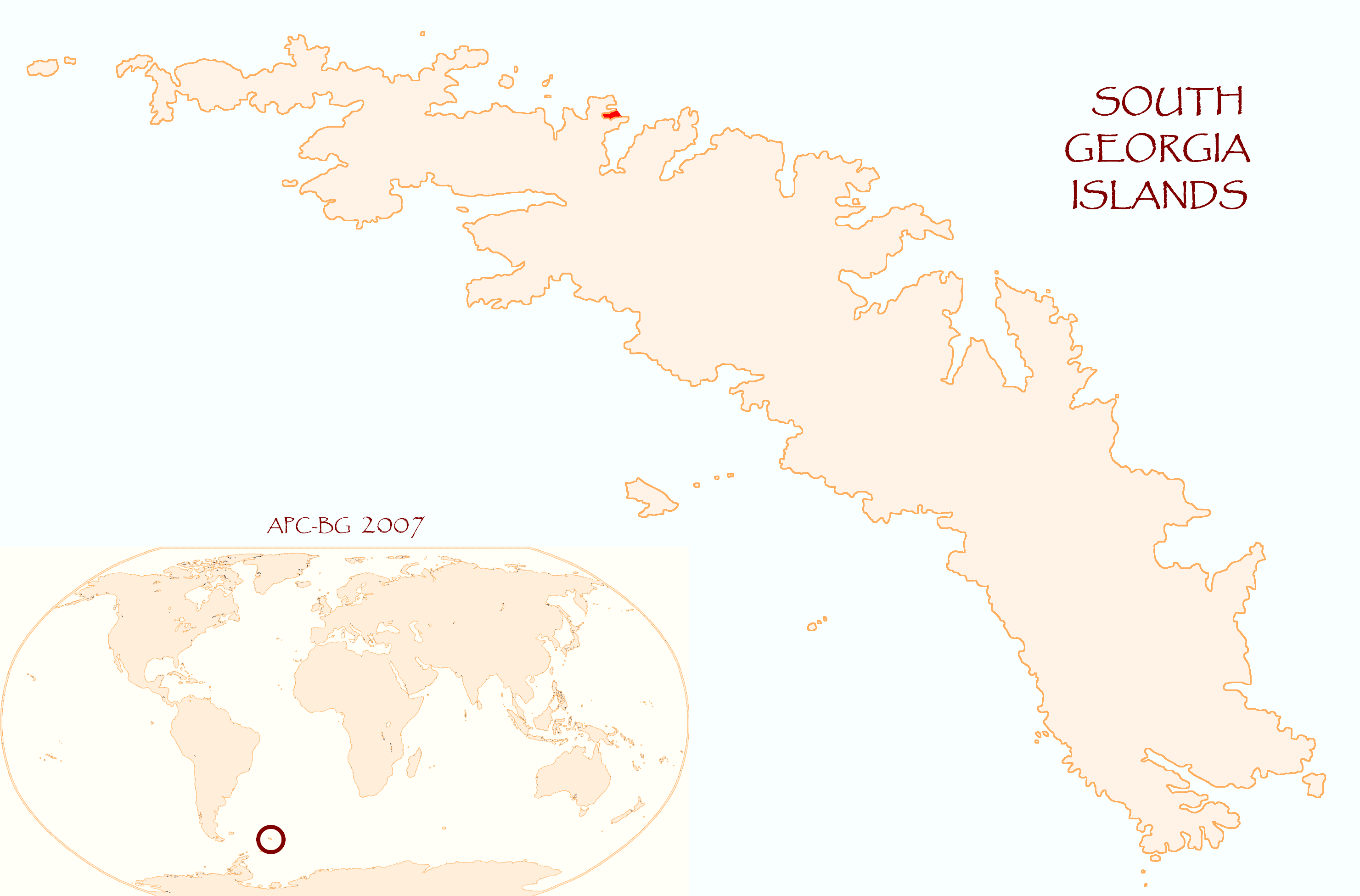
奧拉夫王子港在南喬治亞島的位置

奧拉夫王子港（英語：Prince Olav Harbour），英國海外領土南喬治亞島北岸的海港，面向太平洋（而非斯科舍海），在1911－1931年作捕鯨站之用（現已荒廢）。「奧拉夫王子港」以挪威國王奧拉夫五世命名。
54°4′S 37°9′W / 54.067°S 37.150°W